# Dronning Ingrids regiment indvies 1949
Dronning Ingrids regiment indvies 1949 er en dansk dokumentarfilm fra 1949 med ukendt instruktør.

## Handling
Denne artikel mangler et handlingsreferat. Hjælp os med at skrive det.